# Гималайский земляной дрозд
Гималайский земляной дрозд (лат. Zoothera mollissima) — вид птиц из семейства дроздовых. Ранее считался единым видом с Zoothera griseiceps и Zoothera salimalii.

## Распространение

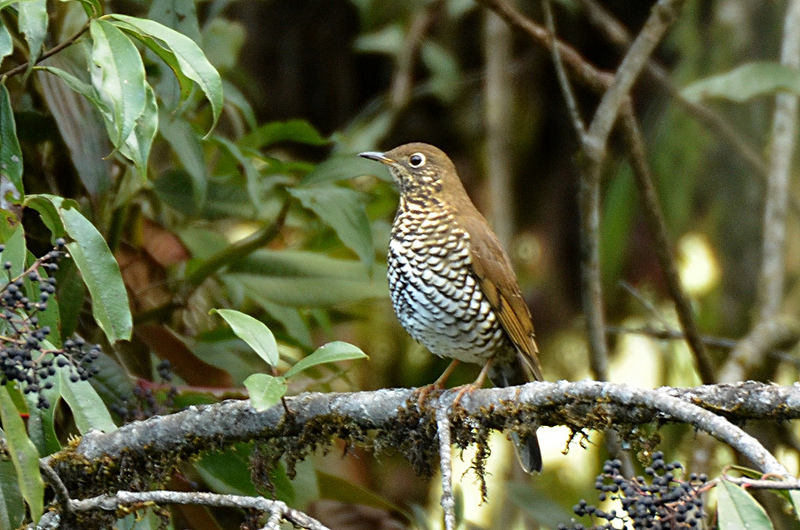
Представитель вида в горах Мишми, Аруначал Прадеш, Индия

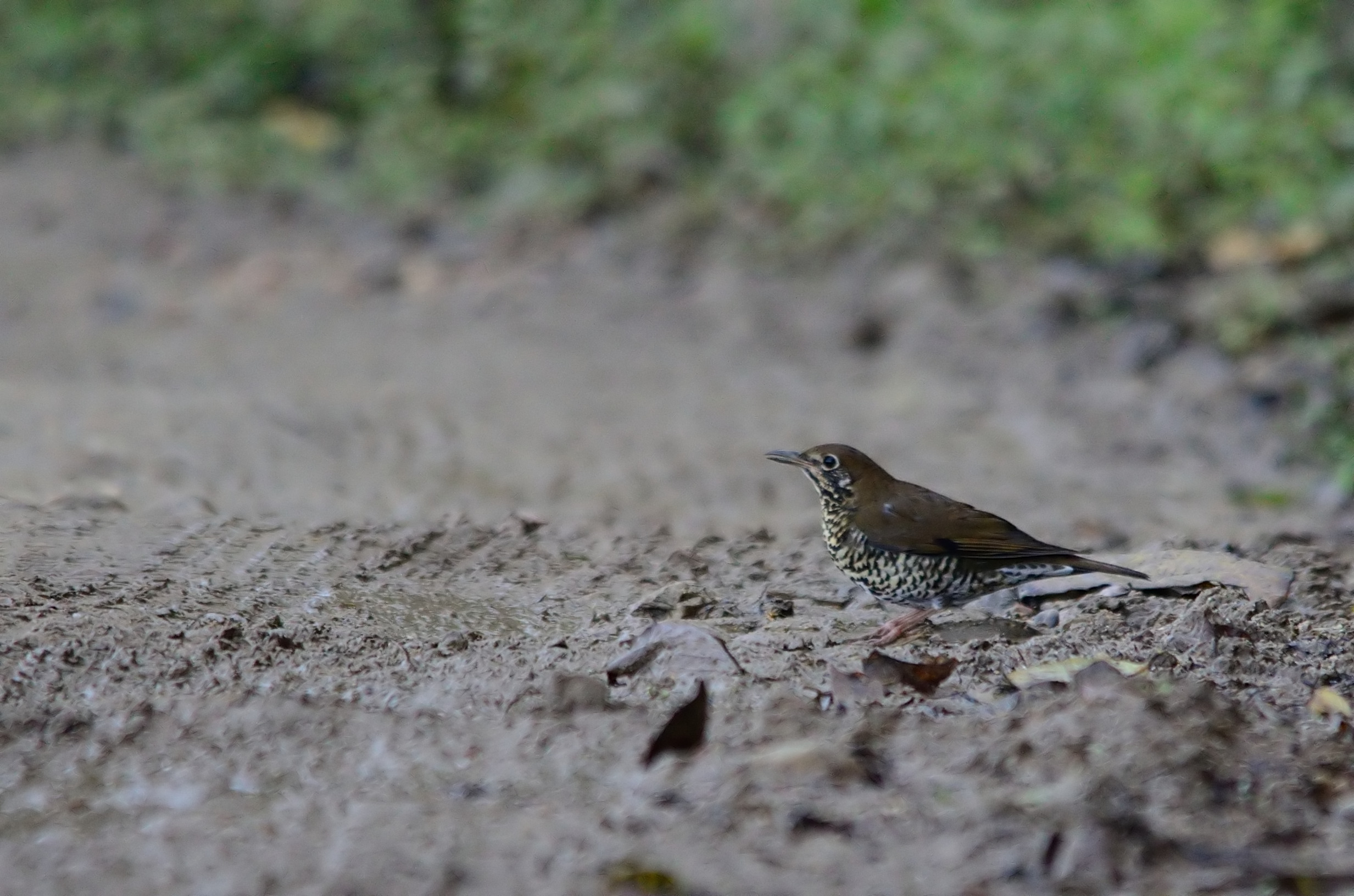
Представитель вида в Национальном парке Намдафа

Ареал пролегает от северо-западной части Гималаев до Южного Китая на территории Пакистана, Индии, Непала, Бутана и КНР. Присутствует ли вид в Мьянме неясно. Естественной средой обитания являются субтропические или тропические высокогорные скрабы и луга.

## Описание
Длина тела 25—27 см. Верхняя сторона тела оливково-коричневого цвета, со слабыми полосами на крыле. Беловатое глазное кольцо и тёмное пятно видны на лице чуть ниже и позади глаза. Внизу по бокам много чёрных чешуек.

## Охранный статус
МСОП присвоил виду охранный статус LC.